# Pristurus rupestris
Pristurus rupestris är en ödleart som beskrevs av  Blanford 1874. Pristurus rupestris ingår i släktet Pristurus och familjen geckoödlor. IUCN kategoriserar arten globalt som livskraftig.

## Underarter
Arten delas in i följande underarter:
- P. r. guweirensis
- P. r. iranicus
- P. r. rupestris